# Josia annulata
Josia annulata är en fjärilsart som beskrevs av Paul Dognin 1909. Josia annulata ingår i släktet Josia och familjen tandspinnare. Inga underarter finns listade i Catalogue of Life.